# Stazione di Sieci
Stazione di Sieci vasútállomás Olaszországban, Pontassieve település Le Sieci frazionéjában.

## Vasútvonalak
Az állomást az alábbi vasútvonalak érintik:
- Firenze–Róma-vasútvonal

## Kapcsolódó állomások
A vasútállomáshoz az alábbi állomások vannak a legközelebb:
- Stazione di Compiobbi
- Stazione di Pontassieve